# Liste der Baudenkmale in Lindern (Oldenburg)
In der Liste der Baudenkmale in Lindern sind alle Baudenkmale der niedersächsischen Gemeinde Lindern (Oldenburg) aufgelistet. Die Quelle der Baudenkmale ist der Denkmalatlas Niedersachsen. Der Stand der Liste ist der 6. Februar 2022.

## Allgemein
In den Spalten befinden sich folgende Informationen:
- Lage: die Adresse des Baudenkmales und die geographischen Koordinaten. Kartenansicht, um Koordinaten zu setzen. In der Kartenansicht sind Baudenkmale ohne Koordinaten mit einem roten Marker dargestellt und können in der Karte gesetzt werden. Baudenkmale ohne Bild sind mit einem blauen Marker gekennzeichnet, Baudenkmale mit Bild mit einem grünen Marker.
- Bezeichnung: Bezeichnung des Baudenkmales
- Beschreibung: die Beschreibung des Baudenkmales. Unter § 3 Abs. 2 NDSchG werden Einzeldenkmale und unter § 3 Abs. 3 NDSchG Gruppen baulicher Anlagen und deren Bestandteile ausgewiesen.
- ID: die Objekt-ID des Baudenkmales
- Bild: ein Bild des Baudenkmales, ggf. zusätzlich mit einem Link zu weiteren Fotos des Baudenkmals im Medienarchiv Wikimedia Commons. Wenn man auf das Kamerasymbol klickt, können Fotos zu Baudenkmalen aus dieser Liste hochgeladen werden:

## Lindern

### Gruppen baulicher Anlagen

#### Gruppe: Kirchstraße
Die Gruppe „Kirchstraße“ hat die ID .

| Lage                                      | Bezeichnung                        | Beschreibung | ID | Bild           |
| ----------------------------------------- | ---------------------------------- | --- | -- | -------------- |
| Kirchstraße 1 52° 50′ 43″ N, 7° 46′ 55″ O | Kirche mit Einfriedung             | neugotische, von Johann Bernhard Hensen 1862 bis 1865 errichtete katholische Hallenkirche St. Katharina von Siena                   |    | Weitere Bilder |
| Kirchstraße 4 52° 50′ 41″ N, 7° 46′ 53″ O | Pastorat/Pfarrhaus mit Einfriedung | Um 1920 errichteter anderthalbgeschossiger Backsteinbau mit Eingangsrisalit unter einem Krüppelwalmdach                             |    | BW             |
| Kirchstraße 2 52° 50′ 41″ N, 7° 46′ 51″ O | ehem. Rathaus                      | heutiges, 1956 als eingeschossiger Backsteinbau errichtetes Rathaus (heute: Heimathaus) unter einem Satteldach mit einer Freitreppe |    | BW             |

### Einzeldenkmale
| Lage                                           | Bezeichnung                         | Beschreibung | ID | Bild |
| ---------------------------------------------- | ----------------------------------- | --- | -- | ---- |
| Lastruper Straße 5 52° 50′ 42″ N, 7° 46′ 57″ O | Wohnhaus                            | 1895 als zweigeschossiger Ziegelbau unter einem Satteldach errichtetes (ehemaliges) Hotel Schute                                                |    | BW   |
| Werlter Straße 1 52° 50′ 40″ N, 7° 46′ 47″ O   | Wohn-/Wirtschaftsgebäude mit Garten | Als eingeschossiger Backstein errichtetes sog. Haus Eilers. Der Wirtschaftsteil ist traufständig und in Fachwerk mit Ziegelausfachung gehalten. |    | BW   |
| Werlter Straße 12 52° 50′ 41″ N, 7° 46′ 38″ O  | Wohnhaus                            | eingeschossiger Backsteinbau unter einem Satteldach mit Jugendstilfenstern                                                                      |    | BW   |
| Hauptstraße 52° 50′ 13″ N, 7° 45′ 44″ O        | Wegekapelle                         | Als Heiligenhäuschen Ende des 19. Jahrhunderts errichteter neogotischer Ziegelbau                                                               |    | BW   |

## Garen

### Einzeldenkmale
| Lage                                       | Bezeichnung              | Beschreibung                                                                 | ID | Bild |
| ------------------------------------------ | ------------------------ | ---------------------------------------------------------------------------- | -- | ---- |
| Garener Esch 3 52° 48′ 51″ N, 7° 47′ 6″ O  | Wohn-/Wirtschaftsgebäude | 1891 errichteter Ziegelbau mit dem Grundriss eines Hallenhauses.             |    | BW   |
| Garener Ring 5 52° 48′ 55″ N, 7° 46′ 57″ O | Schule                   | 1905 errichteter eingeschossiger Ziegelbau mit Umbauten 1920 und vllt. 1932. |    | BW   |

## Großenging

### Einzeldenkmale
| Lage                                            | Bezeichnung              | Beschreibung                                         | ID | Bild |
| ----------------------------------------------- | ------------------------ | ---------------------------------------------------- | -- | ---- |
| Linderner Straße 29 52° 49′ 36″ N, 7° 49′ 36″ O | Wohn-/Wirtschaftsgebäude | Ende des 19. Jahrhunderts errichteter Ziegelsteinbau |    | BW   |

## Liener

### Einzeldenkmale
| Lage                                       | Bezeichnung                        | Beschreibung                                                                           | ID | Bild           |
| ------------------------------------------ | ---------------------------------- | -------------------------------------------------------------------------------------- | -- | -------------- |
| Auener Straße 1 52° 50′ 2″ N, 7° 44′ 25″ O | Mühle mit Sägewerk und Schornstein | Die als Endholländer 1872 errichtete Hermelings Mühle verfügt über ein neues Windwerk. |    | Weitere Bilder |
| Schulweg 2 52° 49′ 52″ N, 7° 44′ 31″ O     | Schule mit Lehrerwohnhaus          | 1912 als Backsteinbau unter einem Satteldach errichtet (heute Dorfgemeinschaftshaus).  |    | BW             |

## Marren

### Einzeldenkmal
| Lage                                        | Bezeichnung | Beschreibung | ID | Bild |
| ------------------------------------------- | ----------- | --- | -- | ---- |
| Löninger Straße 52° 49′ 25″ N, 7° 46′ 58″ O | Standbild   | 1872 errichtetes Standbild des Heiligen Antonius von Padua. Das Standbild soll an einen Hagelsturm aus den 1860er Jahren erinnern. |    | BW   |

## Osterlindern

### Einzeldenkmal
| Lage                                        | Bezeichnung    | Beschreibung                                                                                         | ID | Bild |
| ------------------------------------------- | -------------- | --- | -- | ---- |
| Peheimer Straße 52° 50′ 43″ N, 7° 47′ 45″ O | Kriegerdenkmal | Die sog. Gedenkstätte "Klus" wurde 1950/1951 nach der Zerstörung einer Wegekapelle in 1945 errichtet |    | BW   |

## Varbrügge

### Einzeldenkmal
| Lage                                      | Bezeichnung              | Beschreibung | ID | Bild |
| ----------------------------------------- | ------------------------ | --- | -- | ---- |
| Dorfstraße 41 52° 50′ 0″ N, 7° 50′ 42″ O  | Wohn-/Wirtschaftsgebäude | Mitte des 19. Jahrhunderts auf dem Hof Büther errichtetes Zweiständerhallenhaus im Ziegelfachwerk.                          |    | BW   |
| Dorfstraße 29 52° 49′ 42″ N, 7° 50′ 36″ O | Scheune                  | Anfang des 19. Jahrhunderts auf dem Hof Hagen als Gefügebau errichtete Querscheune unter einem Satteldach mit Ziegeldeckung |    | BW   |
| Wittenhöge 10 52° 50′ 9″ N, 7° 50′ 31″ O  | Wohn-/Wirtschaftsgebäude | Mitte des 19. Jahrhunderts auf dem Hof Schütte errichtetes Zweiständerhallenhaus mit Ziegelfachwerk und Steckwalmen         |    | BW   |